# Дома
Дома је геоморфолошки облик тектогеног рељефа. Представља брег, који геолошки чини брахиантиклиналу. Падине брега паралелне су крилима антиклиналне структуре.